# Deportes ecuestres en los Juegos Olímpicos de Roma 1960
Los deportes ecuestres en los Juegos Olímpicos de Roma 1960 se realizaron en tres sedes: Plaza de Siena (doma y salto individual), Estadio Olímpico (salto por equipo) y Pratoni del Vivaro (concurso completo) del 5 al 11 de septiembre de 1960.
En total se disputaron en este deporte cinco pruebas diferentes en las disciplinas de doma individual, salto de obstáculos y concurso completo, ambas en las categorías individual y por equipos. El programa de competiciones se mantuvo como en la edición pasada.

## Medallistas
| Evento                                             | Oro | Plata | Bronce |
| -------------------------------------------------- | --- | --- | --- |
| Doma individual (5-6 de septiembre)                | Serguei Filatov (Absent) · Unión Soviética · 2144 pts.                                                                            | Gustav Fischer (Wald) · Suiza · 2087 pts.                                                                                           | Josef Neckermann (Asbach) · Equipo Alemán Unificado · 2082 pts.                                                    |
| Salto de obstáculos individual (7 de septiembre)   | Raimondo D'Inzeo (Posillipo) · Italia · 12                                                                                        | Piero D'Inzeo (The Rock) · Italia · 16                                                                                              | David Broome (Sunsalve) · Reino Unido · 23                                                                         |
| Salto de obstáculos por equipos (11 de septiembre) | Hans Günter Winkler (Halla) · Fritz Thiedemann (Meteor) · Alwin Schockemöhle (Ferdl) · Equipo Alemán Unificado · 46,5             | Frank Chapot (Trail Guide) · William Steinkraus (Ksar d'Esprit · George H. Morris (Sinjon) · Estados Unidos · 66,0                  | Raimondo D'Inzeo (Posillipo) · Piero D'Inzeo (The Rock) · Antonio Oppes (The Scholar) · Italia · 80,5              |
| Concurso completo individual (6-10 de septiembre)  | Lawrence Morgan (Salad Days) · Australia · +7,15                                                                                  | Neale Lavis (Mirrabooka) · Australia · -16,50                                                                                       | Anton Bühler (Gay Spark) · Suiza · -51,21                                                                          |
| Concurso completo por equipos (6-10 de septiembre) | Lawrence Morgan (Salad Days) · Neale Lavis (Mirrabooka) · William Roycroft (Our Solo) · Brian Crago (Sabre) · Australia · -128,18 | Anton Bühler (Gay Spark) · Hans Schwarzenbach (Burn Trout) · Rudolf Günthardt (Atbara) · Rolf Ruff (Gentleman II) · Suiza · -386,02 | Jack Le Goff (Image) · Guy Lefrant (Nicias) · Jéhan Le Roy (Garden) · Pierre Durand (Gulliano) · Francia · -515,17 |

## Medallero
| Núm. | País                    | Oro | Plata | Bronce | Total |
| ---- | ----------------------- | --- | ----- | ------ | ----- |
| 1    | Australia               | 2   | 1     | 0      | 3     |
| 2    | Italia                  | 1   | 1     | 1      | 3     |
| 3    | Equipo Alemán Unificado | 1   | 0     | 1      | 2     |
| 4    | Unión Soviética         | 1   | 0     | 0      | 1     |
| 5    | Suiza                   | 0   | 2     | 1      | 3     |
| 6    | Estados Unidos          | 0   | 1     | 0      | 1     |
| 7    | Francia                 | 0   | 0     | 1      | 1     |
| 7    | Reino Unido             | 0   | 0     | 1      | 1     |
|      | TOTAL                   | 5   | 5     | 5      | 18    |